# Quận Iredell, North Carolina
Quận Iredell là một quận nằm ở tiểu bang Bắc Carolina.  Tại thời điểm năm 2000, quận có dân số 122.660 người. Quận lỵ đóng ở Statesville6.

## Địa lý
Theo Cục điều tra dân số Hoa Kỳ, quận có tổng diện tích 597 dặm Anh vuông (1.546 km²), trong đó, 576 dặm Anh vuông (1.491 km²) là diện tích đất và 21 dặm Anh vuông (56 km²) trong tổng diện tích (3.59%) là diện tích mặt nước.
Quận được chia thành 17 xã: Barringer, Bethany, Chambersburg, Concord, Coddle Creek, Cool Springs, Davidson, Eagle Mills, Fallstown, New Hope, Olin, Sharpesburg, Shiloh, Statesville, Turnersburg, Union Grove, Harmony

### Các quận giáp ranh
- Quận Yadkin, Bắc Carolina - Bắc-Đông bắc
- Quận Davie, Bắc Carolina - Đông-Đông bắc
- Quận Rowan, Bắc Carolina - Đông
- Quận Cabarrus, Bắc Carolina - Nam-Đông nam
- Quận Mecklenburg, Bắc Carolina - Nam
- Quận Lincoln, Bắc Carolina - Nam-Tây nam
- Quận Catawba, Bắc Carolina - Tây nam
- Quận Alexander, Bắc Carolina - Tây-tây bắc
- Quận Wilkes, Bắc Carolina - Bắc-tây bắc

## Thông tin nhân khẩu
Theo cuộc điều tra dân số2 tiến hành năm 2000, quận này có dân số 122.660 người, 47.360 hộ, và 34.667 gia đình sinh sống trong quận này. Mật độ dân số là 213 người trên mỗi dặm Anh vuông (82/km²). Đã có 51,918 đơn vị nhà ở với một mật độ bình quân là 90 trên mỗi dặm Anh vuông (35/km²).  Cơ cấu chủng tộc của dân cư sinh sống tại quận này gồm 82,17% người da trắng, 13,67% người da đen hoặc người Mỹ gốc Phi, 0,27% người thổ dân châu Mỹ, 1,27% người gốc châu Á, 0,02% người các đảo Thái Bình Dương, 1,68% từ các chủng tộc khác, và 0,94% từ hai hay nhiều chủng tộc.  3,41% dân số là người Hispanic hoặc người Latin thuộc bất cứ chủng tộc nào.
Có 47,360 hộ trong đó có 33,50% có con cái dưới tuổi 18 sống chung với họ, 57,80% là những cặp kết hôn sinh sống với nhau, 11,30% có một chủ hộ là nữ không có chồng sống cùng, và 26,80% là không gia đình. 22,70% trong tất cả các hộ gồm các cá nhân và 8,40% có người sinh sống một mình và có độ tuổi 65 tuổi hay già hơn.  Quy mô trung bình của hộ là 2,56 còn quy mô trung bình của gia đình là 3,00,
Phân bố độ tuổi của cư dân sinh sống trong huyện là 25,50% dưới độ tuổi 18, 7,50% từ 18 đến 24, 31,30% từ 25 đến 44, 23,30% từ 45 đến 64, và 12,40% người có độ tuổi 65 tuổi hay già hơn.  Độ tuổi trung bình là 36 tuổi. Cứ mỗi 100 nữ giới thì có 96,10 nam giới. Cứ mỗi 100 nữ giới có độ tuổi 18 và lớn hơn thì, có 93,10 nam giới.
Thu nhập bình quân của một hộ ở quận này là $41.920, và thu nhập bình quân của một gia đình ở quận này là $49.078, Nam giới có thu nhập bình quân $34,590 so với mức thu nhập $24.031 đối với nữ giới. Thu nhập bình quân đầu người của quận là $21.148, Khoảng 6,20% gia đình và 8,20% dân số sống dưới ngưỡng nghèo, bao gồm 10,10% những người có độ tuổi 18 và 9,80% là những người 65 tuổi hoặc già hơn.